# Peter Lang
Peter Lang (Vejle, 12 giugno 1989) è un velista danese.

## Palmarès

### Olimpiadi
- 1 medaglia:
  - 1 bronzo (Londra 2012 nella classe 49er)